# Chrzczony (powiat makowski)
Chrzczony – wieś sołecka w Polsce położona w województwie mazowieckim, w powiecie makowskim, w gminie Rzewnie.
Wierni Kościoła rzymskokatolickiego należą do parafii św. Jacka w Rzewniu.
W latach 1975–1998 miejscowość należała administracyjnie do województwa ostrołęckiego.
W XIX w. wieś administracyjnie należała do gminy Sielc i parafii Różan. Według danych statystycznych z 1827 wieś liczyła 26 domostw i 145 mieszkańców. Wówczas obok nazwy Chrzczony pojawiło się alternatywne określenie Chrzczonki. 
W miejscowości urodził się Aleksander Napiórkowski, polski polityk, działacz PPS i uczestnik wojny polsko-bolszewickiej.